# Референдумы в Швейцарии (1876)
Референдумы в Швейцарии проходили 23 апреля и 9 июля 1876 года. Первый референдум 23 апреля касался распределения и обналичивания банкнот. Он был отвергнут 61,7% голосов. Второй референдум 9 июля по федеральному закону о налогообложению компенсаций за неслужбу в армии был также отклонён 54,2% голосов избирателей.

## Избирательная система
Оба референдума были факультативными. Для одобрения таких референдумов достаточно большинства голосов избирателей.

## Результаты

### Референдум по банкнотам
| Выбор                              | Голосов | %    |
| ---------------------------------- | ------- | ---- |
| За                                 | 120 068 | 38,3 |
| Против                             | 193 253 | 61,7 |
| Недействительных/пустых бюллетеней |         | –    |
| Всего                              | 313 321 | 100  |
| Источник: Nohlen & Stöver          |         |      |

### Федеральный закон о налогообложении
| Выбор                              | Голосов | %    |
| ---------------------------------- | ------- | ---- |
| За                                 | 156 157 | 45,8 |
| Против                             | 184 894 | 54,2 |
| Недействительных/пустых бюллетеней |         | –    |
| Всего                              | 341 051 | 100  |
| Источник: Nohlen & Stöver          |         |      |